# Graham Little
Graham Little (27 settembre 1971) è un ex calciatore scozzese.

## Palmarès

### Club
- Campionato neozelandese: 2

Miramar Rangers: 2002, 2003
- Chatham Cup: 1

Miramar Rangers: 2004

### Individuale
- Capocannoniere del campionato neozelandese: 1

2007-2008 (13 gol)